# Garbagna (Piemont)
Garbagna település Olaszországban, Piemont régióban, Alessandria megyében. Lakosainak száma 609 fő (2023. január 1.). Garbagna Avolasca, Borghetto di Borbera, Casasco, Dernice, Brignano-Frascata, Castellania és Sardigliano községekkel határos.

## Népesség
A település lakossága az elmúlt években az alábbi módon változott:
| Lakosok száma | 653  | 679  | 609  |
|               | 2017 | 2018 | 2023 |